# Leonid (Antoszczenko)
Leonid, imię świeckie Ławrientij Jewtichijewicz Antoszczenko (ur. 25 lipca?/6 sierpnia 1872 w Mało-Nikołajewce, zm. 7 stycznia 1938) – rosyjski biskup prawosławny, święty nowomęczennik.

## Życiorys
Pochodził z rodziny chłopskiej. Jako szesnastolatek został mnichem w Ławrze Troicko-Siergijewskiej, przyjmując imię zakonne Leonid. W tym samym roku został wyświęcony na hierodiakona, a następnie na hieromnicha. Przez kolejne siedem lat żył w Monasterze Czudowskim. W 1908 został przeniesiony do placówki filialnej rosyjskiej misji prawosławnej w Petersburgu w charakterze jej przełożonego. Od 1911 kierował budową cerkwi przy placówce, zaś w 1915 lub 1916 na polecenie przełożonych rozpoczął także prace nad wznoszeniem nowej świątyni w Harbinie, jednak z powodu wybuchu w Rosji rewolucji inwestycja ta nie została ukończona.
W 1922 został aresztowany przez władze radzieckie i spędził miesiąc w więzieniu. Po wyjściu na wolność wrócił do pracy duszpasterskiej. Na biskupa został wyświęcony 26 czerwca 1927; mianowano go biskupem perejasławsko-zaleskim, wikariuszem eparchii włodzimierskiej i suzdalskiej. Przebywał w Perejasławiu Zaleskim i tam w 1930 został aresztowany, a następnie skazany na pięć lat łagru. Karę odbywał w obozach piniugskich w obwodzie kirowskim. W łagrze opiekował się duchowo wierzącymi więźniami, spowiadał, udzielał Komunii Świętej (święte dary otrzymywał od biskupa Bartłomieja (Riemowa) z Moskwy), raz przyjął tajne śluby mnisze, odprawiał nabożeństwa. W 1932 opuścił obóz i wrócił do pracy duszpasterskiej jako biskup aleksandrowski, wikariusz eparchii włodzimierskiej, jednak jeszcze w tym samym roku został ponownie aresztowany i zesłany do Bałachny, a następnie do Siengileja. W październiku 1934 został biskupem kungurskim. Następnie metropolita moskiewski Sergiusz nominował go na katedrę swierdłowską, ale władze radzieckie nie dopuściły do jego wyjazdu do Swierdłowska. W 1937 został biskupem marijskim, wikariuszem eparchii niżnonowogrodzkiej.
Na katedrze przebywał od marca do grudnia 1937. Mieszkał w stróżówce cerkwi Narodzenia Matki Bożej w Siemionowce. Aresztowany w końcu grudnia 1937, został oskarżony o działalność kontrrewolucyjną i utworzenia organizacji cerkiewno-faszystowskiej. Nie przyznał się do winy. Skazany na śmierć, został rozstrzelany 7 stycznia 1938 i pochowany w nieznanym miejscu.
Kanonizowany w 2000 jako jeden z Soboru Świętych Nowomęczenników i Wyznawców Rosyjskich.